# مانوئل بلانکو (بازیکن فوتبال)
مانوئل بلانکو (انگلیسی: Manuel Blanco؛ زادهٔ ۱ مارس ۱۹۸۳) بازیکن فوتبال اهل اسپانیا است.
از باشگاه‌هایی که در آن بازی کرده‌است می‌توان به باشگاه ورزشی تنریف، باشگاه فوتبال آلباسته بالومپیه، و باشگاه فوتبال خرز اشاره کرد.